# رانيا بيطار
رانيا بيطار هي مؤلفة دراما وكاتبة سيناريو سورية. ألفت مسلسل أشواك ناعمة والبيوت أسرار وبنات العيلة.

## المشوار الفني
درست في جامعة دمشق وتخرجت من كلية الآداب قسم صحافة سنة 2000، وكان مشروع تخرجها عن مسلسل مرايا الذي عرض في 1997. أول نص مسرحي كتبته كان بعنوان أنا والحكاية. بدأت مسيرتها مع السيناريو عن طريق الفيلم التلفزيوني زهرة البنفسج.
في عام 2002، شاركت في تحويل رواية ثم أزهر الحزن للكاتب فاضل السباعي إلى مسلسل اجتماعي من إخراج علاء الدين كوكش. في 2008، اشترت شركة «طارق زعيتر وشركاه» حقوق تحويل البرنامج الإذاعي السوري حكم العدالة الذي كانت تبثه إذاعة دمشق إلى مسلسل درامي. وأسندت مهمة وضع الحوار والسيناريو إلى حافظ قرقوط ورازي وردة ولبنى مشلح ورانيا بيطار.
في 2009، شاركت في ورش كتابة مع عدد من المؤلفين وهم طالب الدوس، ونور شكشكلي ومعصومة المطاوعة، لإنتاج وتأليف مسلسل أيام السراب كأول عمل درامي سوب أوبرا عربي – سعودي من خلال شاشة MBC.
في 2010، كتبت وألف مسلسل الصندوق الأسود، ولامت المخرج سيف شيخ نجيب على تعديله سيناريو المسلسل، حيث تقول: «ما فعله سيف شيخ نجيب لم يكن تعديلاً بل تشويهاً جعل العمل أسوأ وأقل قيمة بعد تدخله الشخصي، وكان الأولى به أن يكتفي بمهمة الإخراج ويترك مهمة الكتابة والتأليف وتعديل النص لصاحبه الأصلي، أو فليطلعني على وجهة نظره وأنا أعّدل وأقوّم نصي بطريقتي وأسلوبي».

## أعمالها ككاتبة
| السنة | المسلسل        | ملاحظات                                     |
| ----- | -------------- | ------------------------------------------- |
| 2002  | البيوت أسرار   | من إخراج علاء الدين كوكش                    |
| 2005  | أشواك ناعمة    | من إخراج رشا شربتجي                         |
| 2008  | وجه العدالة    | مع نور شيشكلي ولبنى مشلح                    |
| 2009  | أيام السراب    | مع طالب الدوس، ونور شكشكلي ومعصومة المطاوعة |
| 2009  | أسوار 2        | مع عمر الديني ومحمد ملاك وعادل الجابري      |
| 2010  | الصندوق الأسود | من إخراج سيف شيخ نجيب                       |
| 2012  | بنات العيلة    | من إخراج رشا شربتجي                         |